# ギビビット
ギビビット（giga binary digit）は情報の大きさや記憶装置の容量を表す単位である。Gibit、Gibと略記される。
- 1 gibibit = 230 bits = 1,024 mebibits = 1,073,741,824 bits

230が本来意味であり、109ではない。
8ギビビットが1ギビバイトと同じである。